# Boualong Boungnavong
Boualong Boungnavong (ur. 3 czerwca 1959) – laotańska lekkoatletka (sprinterka), olimpijka.
Wystąpiła na Letnich Igrzyskach Olimpijskich 1980. Pojawiła się na starcie czwartego biegu eliminacyjnego w wyścigu na 200 metrów. Z wynikiem 30,42 s uplasowała się na ostatnim szóstym miejscu. Był to również najsłabszy rezultat spośród wszystkich 35 zawodniczek, które pojawiły się na starcie eliminacji. 